# Алабастер
Алабастер је врста меког и прозрачног бијелог мермера, каткад са жилицама у боји, који може да се глача. Стари Египћани су га употребљавали за сандуке за мумије, а Крићани у Старој Грчкој за облагање зидова.